# Jonas Reckermann
Jonas Reckermann (ur. 26 maja 1979 w Rheine) – niemiecki siatkarz plażowy, mistrz olimpijski 2012 z Londynu, mistrz Świata 2009 oraz dwukrotny mistrz Europy (2011, 2012) – a także zwycięzca FIVB Bech Volley World Tour 2009 w parze z Juliusem Brinkiem.
W 2002 i 2004 r. również zdobył złoty medal mistrzostw Europy, ale w parze z Markusem Dieckmannem.
10 stycznia 2013 Reckermann zakończył karierę sportową z powodu kłopotów zdrowotnych